# Honda Accord 5
Honda Accord 5 покоління для різних ринків випускалися зовсім різні машини.
Вперше в історії моделі Honda розробила дві різні версії Accord; одна версія для європейського ринку та одна для північноамериканського та японського ринку. Honda і Rover Group створили European Accord і Rover 600, що є відображенням минулого успіху, який вони досягли з Honda Legend і Rover 800. Accord цього покоління також продавався в Японії як Isuzu Aska.

## Північна Америка, Японія та Азіатсько-Тихоокеанський регіон

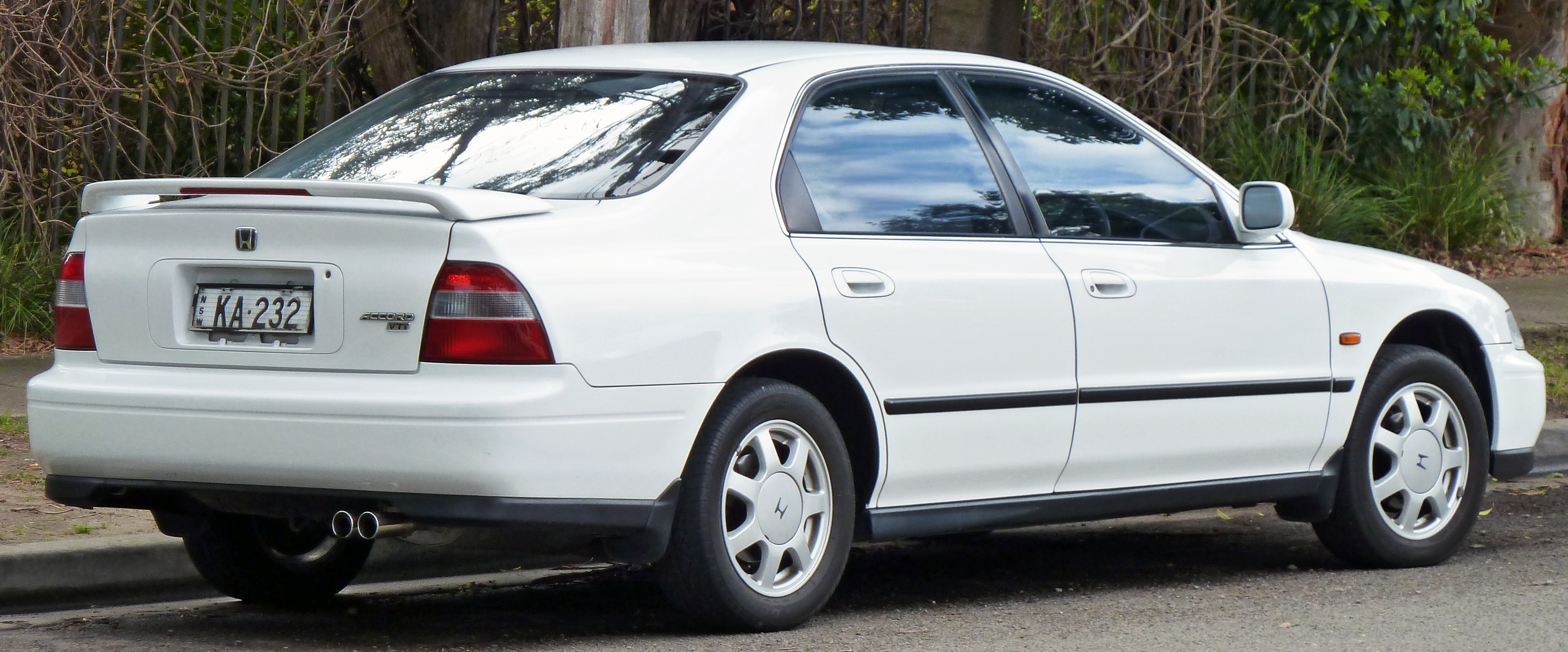
Honda Accord 5 седан (США)

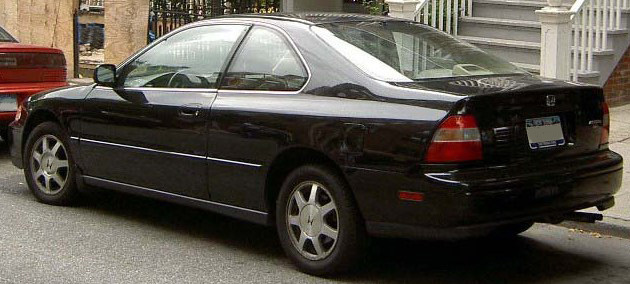
Honda Accord Coupe

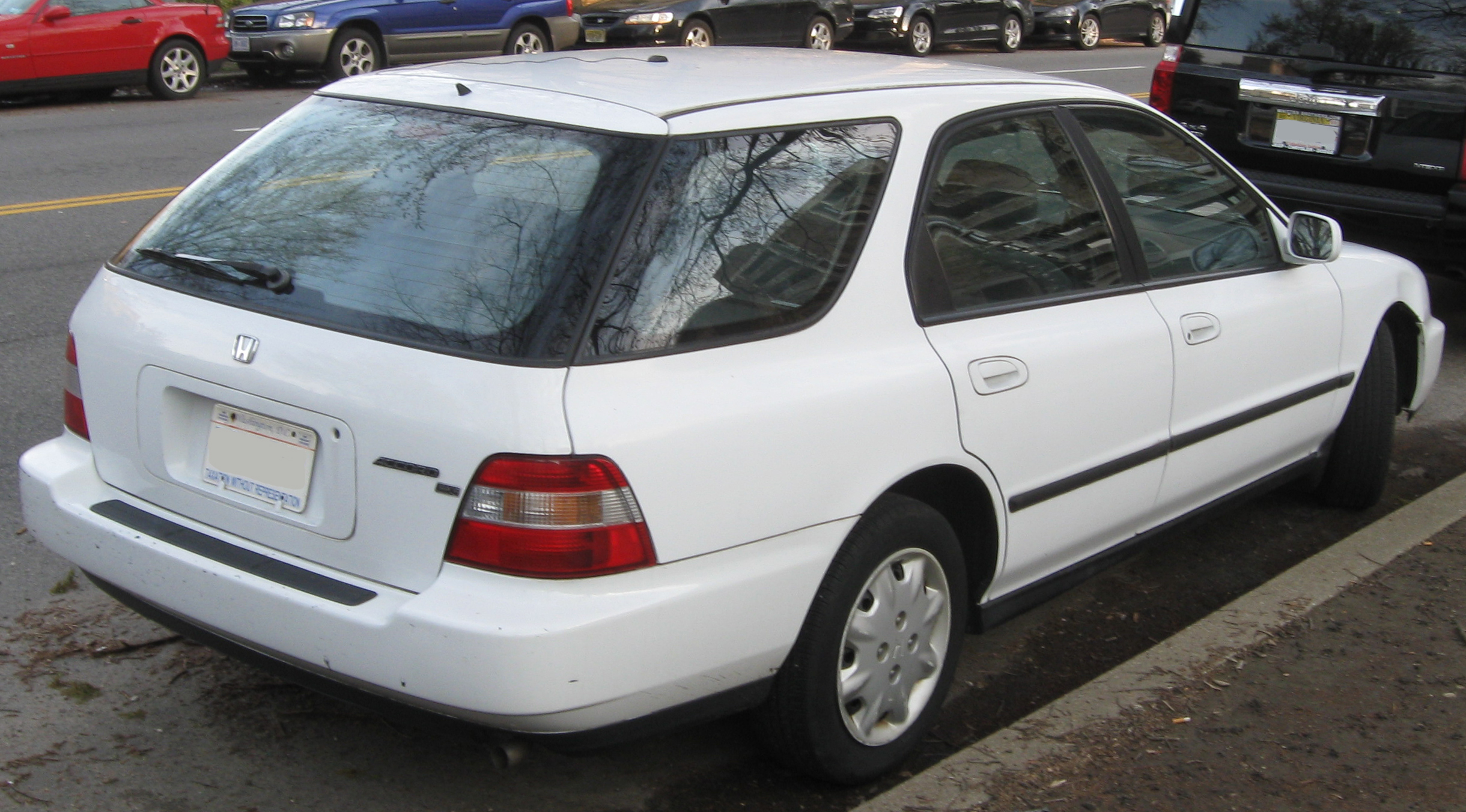
Honda Accord Aerodeck

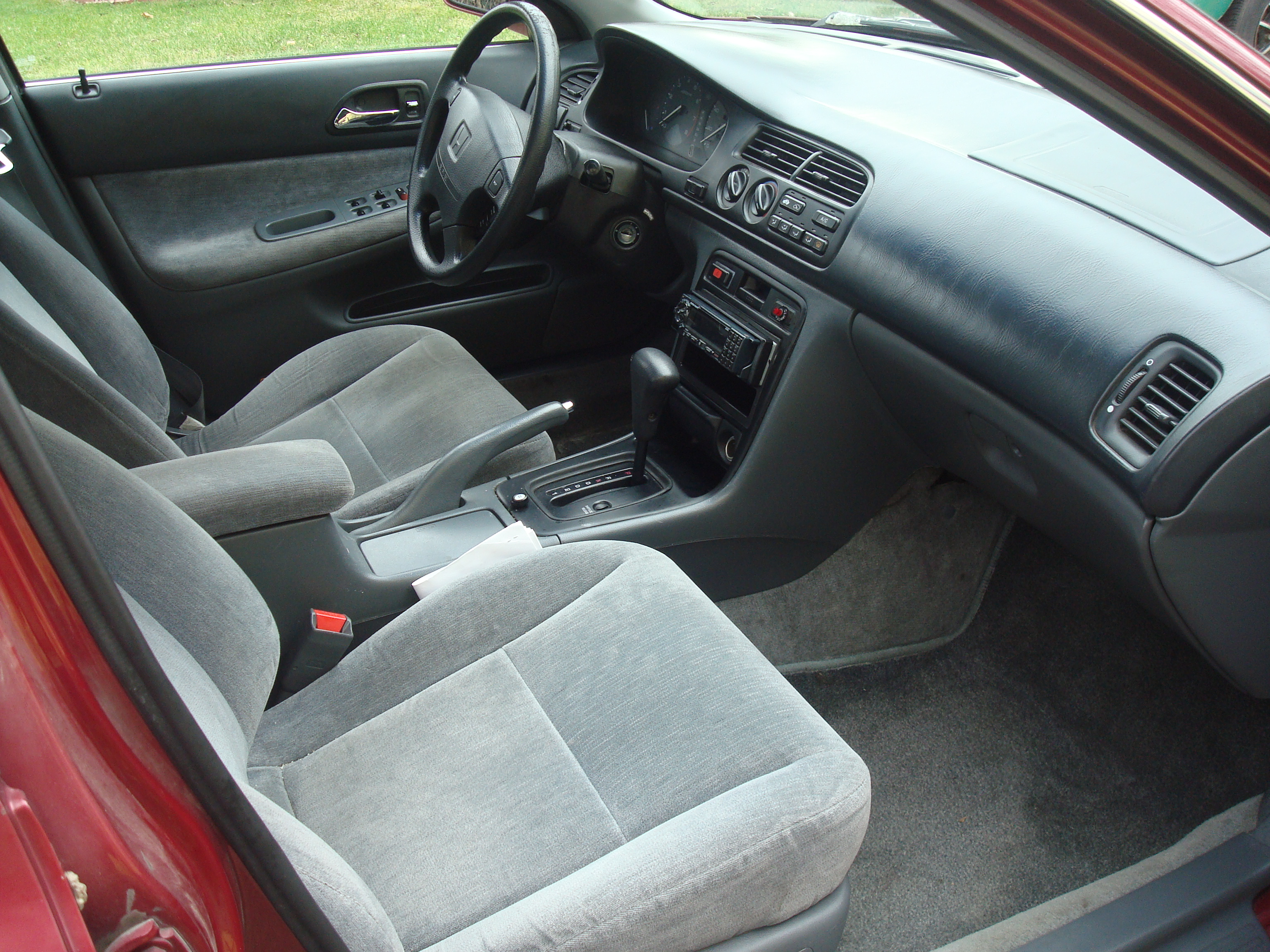
Honda Accord 5 (США)

П'яте покоління Accord (CD) дебютувало в 1993 році. Спочатку модельний ряд був представлений тільки кузовом седан, і лише через пару років з'явилися модифікації з кузовами купе і універсал. Завдяки оцинкованому кузову, Accord цього покоління добре чинить опір корозії. Має досить просторим салоном, внутрішній простір якого дозволяє, цілком комфортно влаштується як попереду, так і ззаду. В обробки використані якісні матеріали з гідністю пройшли випробування часом. Сидіння зручні, з чітко вираженою бічною підтримкою. Двигуни відрізняються потужністю і надійністю. До них в цьому поколінні мотористами Honda був доданий агрегат 2,2 DOHC VTEC. Коробки передач — п'ятиступінчаста механічна або чотириступінчаста автоматична. Привід — передній.
В 1995 році до гами двигунів додали новий бензиновий двигун Р4 1,8 л 85 кВт/115 к.с.

### Нагороди
- «Автомобіль року в Японії» у 1993-1994 роках за версією Виконавчого комітету.
- «Імпортний автомобіль року» в 1994 році за версією журналу Motor Trend.

### Двигуни
- 1.8 L F18B I4 (CD3)
- 2.0 L F20B I4 (CD4)
- 2.0 L F20B3 I4 (CD9)
- 2.2 L F22A3 I4 (CD5)
- 2.2 L F22B I4 (CD5, CD7)
- 2.2 L F22B1 I4 (CD5, CD7)
- 2.2 L F22B2 I4 (CD5, CD7)
- 2.2 L F22B5 I4 (CD7, CF2)
- 2.2 L H22A I4 (CD6, CD8, CF2)
- 2.7 L C27A4 V6 (CE6)

## Європейська версія

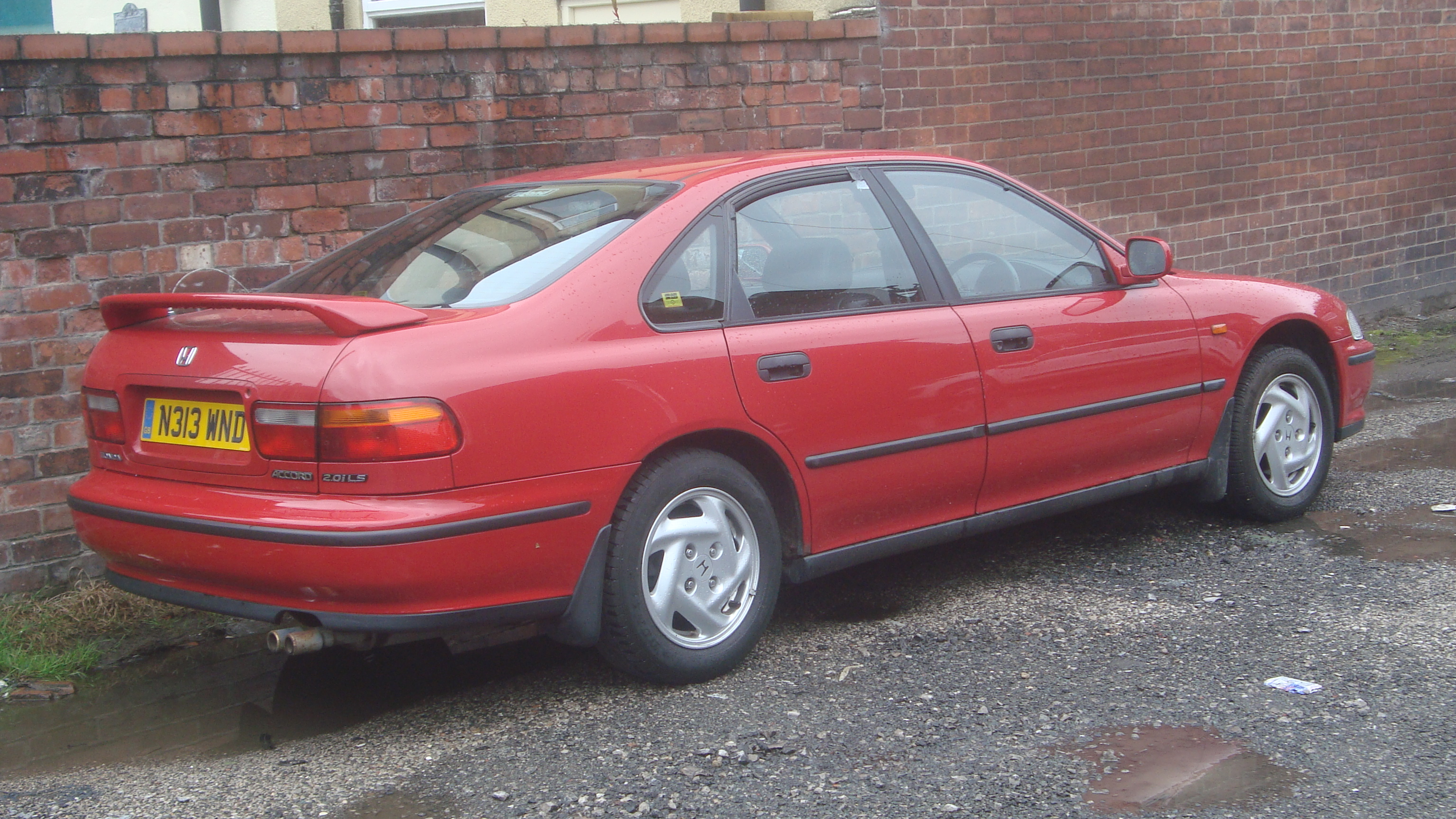
Honda Accord 5 седан (1993—1996)

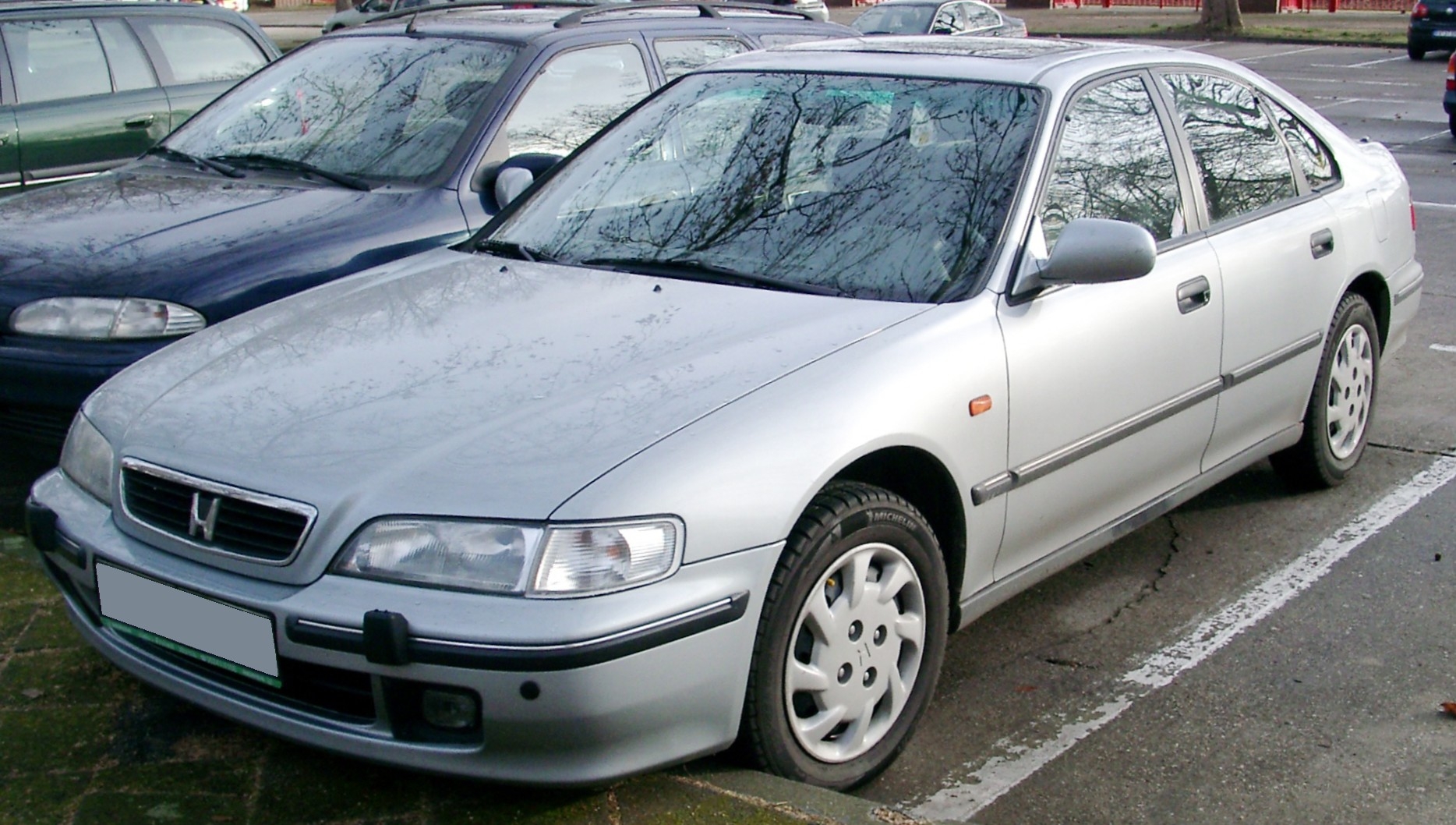
Honda Accord 5 седан (1996—1998)

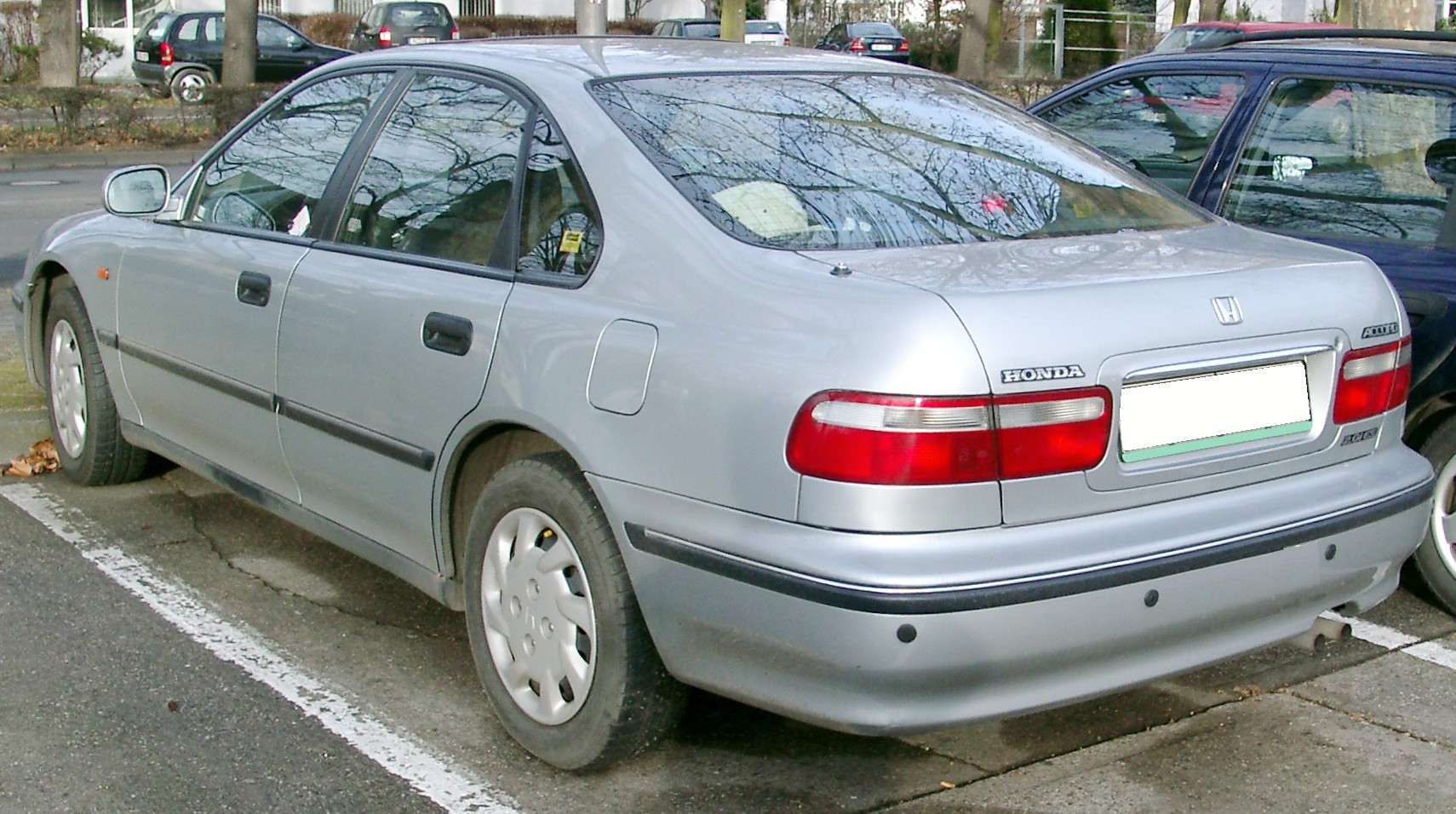
Honda Accord 5 седан (1996—1998)

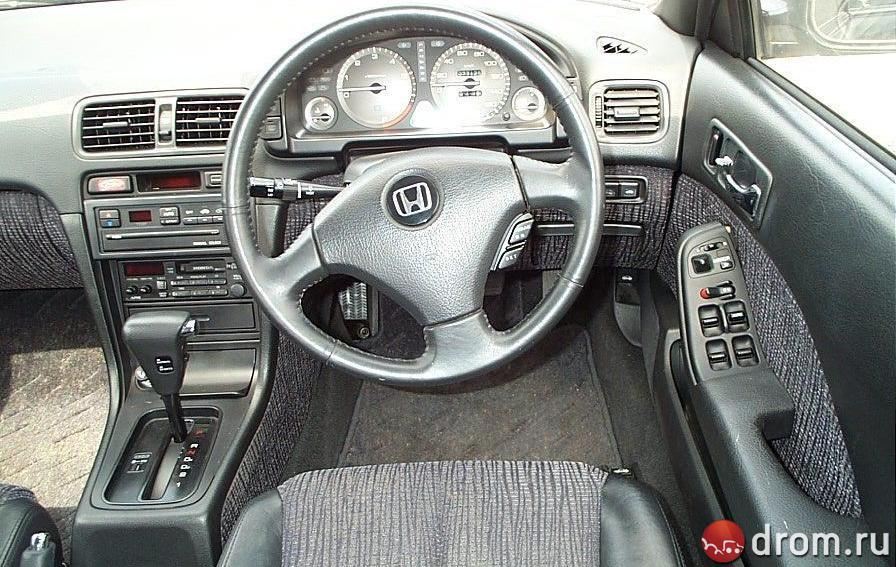
Салон

Запуск п'ятого покоління також примітний тим, що Honda вперше випустила створену тільки для європейського ринку модель, яка збиралася в місті Свіндон (Swindon) Велика Британія. Європейський седан Accord (CC), однак, не пов'язаний безпосередньо з п'ятим поколінням Accord CD, а має відношення до попереднього покоління Accord CB, так як це дещо перероблений варіант Honda Ascot Innova, який на відміну від останнього не був класичним седаном, а мав кузов типу «hard top» з дверима без обрамлення скла. Створений у Свіндоні Accord седан на європейському ринку супроводжували купе і Aerodeck, імпортовані з США.
У 1996 році провели фейсліфтінг седана — змінилися бампер, капот, світлотехніка. З'явився рядний чотирициліндровий двохлітровий турбодизель з безпосереднім упорскуванням палива («Rover») потужністю 77 кВт/105 к.с. Автомобіль отримав познасення Accord (CE).

### Двигуни
- 1.8 L F18A3 I4
- 2.0 L F20Z I4
- 2.2 L F22Z2 I4
- 2.3 L H23A3 I4
- 2.0 L Rover 20T2N I4 diesel

### Rover 600
В 1993 році британська група Rover, партнер Honda на той момент, почала випуск Rover 600 для заміни Austin Montego. Автомобіль поділяв свою платформу з European Accord і, за винятком передніх дверей, нижньої частини задніх дверей і лобового скла, має унікальний стиль. Дизайн салону 600 був дуже схожий на дизайн Accord, дизайн приладової панелі був ідентичним.

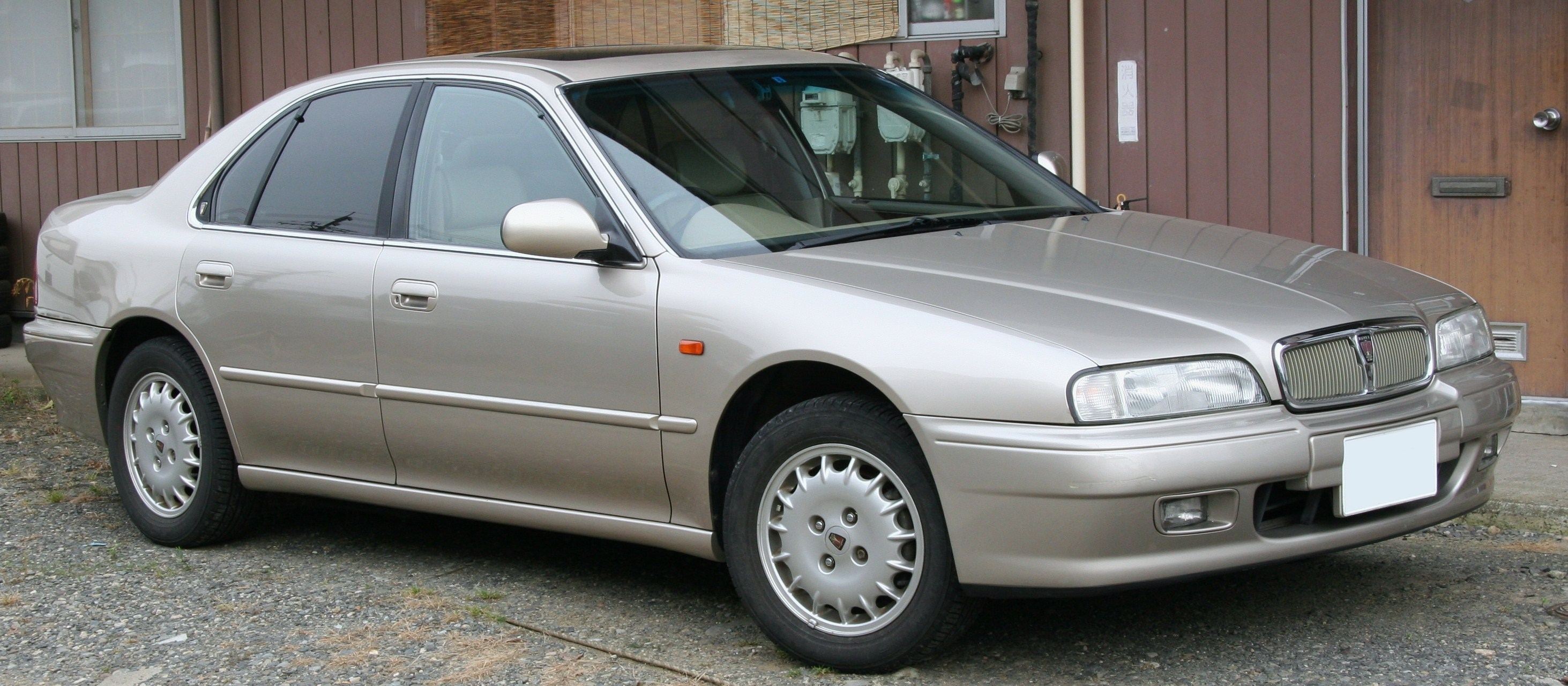
Rover 600
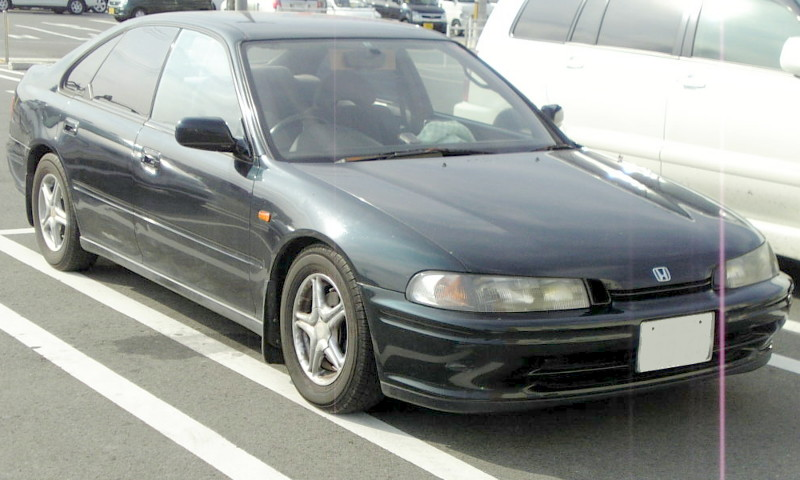
Honda Ascot Innova

## Технічні характеристики
| Модель     | Роки випуску | Код моделі | Кузов     | Об'єм    | Потужність кВт (к.с.) | Країна продажу              | Код двигуна  |
| Бензин     | Бензин       | Бензин     | Бензин    | Бензин   | Бензин                | Бензин                      | Бензин       |
| ---------- | ------------ | ---------- | --------- | -------- | --------------------- | --------------------------- | ------------ |
| 2.0 i      | 1993–1996    | CC7        | седан     | 1997 см³ | 85 (115)              | Європа                      | F20Z2        |
| 2.0 i S    | 1993–1996    | CC7        | седан     | 1997 см³ | 96 (130)              | Європа                      | F20Z1        |
| 2.3 i SR   | 1993–1996    | CC7        | седан     | 2259 см³ | 116 (158)             | Європа                      | H23A3 (DOHC) |
| 2.2 i VTEC | 1993–1998    | CD5        | седан     | 2156 см³ | 110 (150)             | США                         | F22B1 (VTEC) |
| 2.2 i ES   | 1993–1998    | CD7        | Coupé     | 2156 см³ | 110 (150)             | Європа, Канада, Японія, США | F22B5 (SOHC) |
| 2.2 i VTEC | 1993–1998    | CD8        | Coupé     | 2156 см³ | 140 (190)             | Японія                      | H22A (VTEC)  |
| 2.0 i      | 1994–1998    | CD9        | Coupé     | 1997 см³ | 100 (136)             | Європа                      | F20B (SOHC)  |
| 2.2 i      | 1994–1996    | CE1        | Aerodeck  | 2156 см³ | 110 (150)             | Європа, Японія, США         | F22B5        |
| 2.0 i      | 1994–1997    | CE2        | Aerodeck  | 1997 см³ | 100 (136)             | Європа                      | F20B3        |
| 2.2 i VTEC | 1996–1997    | CF2        | універсал | 2156 см³ | 140 (190)             | Японія                      | H22A (VTEC)  |
| 1.8 i      | 1996–1998    | CE7        | седан     | 1850 см3 | 84 (115)              | Європа                      | F18A3        |
| 2.0 i LS   | 1996–1998    | CE8        | седан     | 1997 см³ | 96 (131)              | Європа                      | F20Z1        |
| 2.2 i VTEC | 1996–1998    | CE9        | седан     | 2156 см³ | 110 (150)             | Європа                      | F22Z2        |
| Дизель     |              |            |           |          |                       |                             |              |
| 2.0 TDI    | 1996–1998    | CF1        | седан     | 1997 см³ | 77 (105)              | Європа                      | Rover 20T2N  |